# NGC 1558
NGC 1558 è una vasta galassia a spirale barrata situata nella costellazione del Bulino, a una distanza di circa 216 milioni di anni luce dalla nostra Via Lattea.

## Scoperta
La galassia è stata scoperta il 14 dicembre 1835 dall'astronomo britannico John Herschel.

## Descrizione
NGC 1558 ha una classe di luminosità II-III e presenta una larga riga a 21 cm dell'idrogeno neutro.

## Coppia di galassie

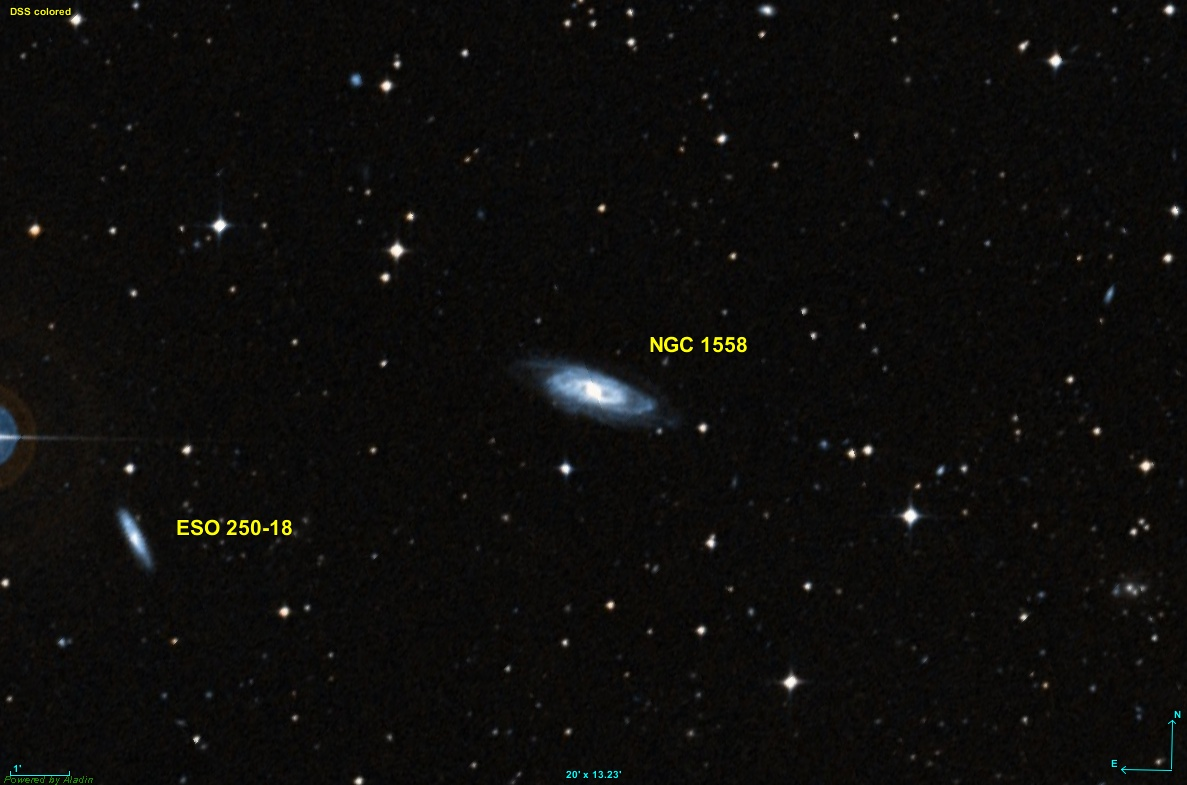
NGC 1558 e ESO 250-018

Secondo Soares e colleghi, NGC 1558 e ESO 250-018 formano una coppia di galassie.
In effetti la distanza di ESO 250-018 dalla nostra Via Lattea è di circa 222 milioni di anni luce, valore che è confrontabile con quello di NGC 1558, e questo supporta l'idea che le due galassie formino effettivamente una coppia.